# Charlotte Wingfield
Charlotte Wingfield (* 30. November 1994 in London, Vereinigtes Königreich) ist eine maltesische Leichtathletin, die sich auf den Sprint spezialisiert hat. Sie ist momentan nationale Rekordhalterin im 100-Meter-Lauf.

## Sportliche Laufbahn
Erste Erfahrungen bei internationalen Meisterschaften sammelte Charlotte Wingfield, die im Vereinigten Königreich aufwuchs, im Jahr 2015, als sie bei den Spielen der kleinen Staaten von Europa (GSSE) in Reykjavík in 11,71 s die Goldmedaille im 100-Meter-Lauf gewann, wie auch über 200 Meter in 24,19 s. Anschließend gewann sie bei der Team-Europameisterschaft, die im Zuge der Europaspiele in Baku stattfand, mit neuem Landesrekord von 11,69 s die Silbermedaille über 100 Meter hinter der Israelin Olga Lenskiy und belegte in 24,32 s den vierten Platz im 200-Meter-Lauf. Zudem gelangte sie mit der maltesischen 4-mal-100-Meter-Staffel mit 46,24 s auf Rang zehn. Daraufhin schied sie bei den U23-Europameisterschaften in Tallinn mit 11,78 s und 24,25 s jeweils in der ersten Runde über 100 und 200 Meter aus. Dank einer Wildcard startete sie im August über 100 Meter bei den Weltmeisterschaften in Peking und wurde dort in der Vorrunde aus. Im Jahr darauf schied sie bei den Hallenweltmeisterschaften in Portland mit 7,63 s im Vorlauf über 60 Meter aus und im Juni gewann sie bei den U23-Mittelmeer-Meisterschaften in Tunis in 11,70 s die Bronzemedaille über 100 Meter hinter den Französinnen Carolle Zahi und Floriane Gnafoua und belegte in 24,51 s den achten Platz über 200 Meter. Anschließend schied sie bei den Europameisterschaften in Amsterdam mit 11,90 s und 24,46 s jeweils in der ersten Runde über 100 und 200 Meter aus. Daraufhin nahm sie an den Olympischen Sommerspielen in Rio de Janeiro teil und schied dort mit 11,90 s in der Hauptrunde aus.
2017 schied sie bei den Halleneuropameisterschaften in Belgrad mit 7,50 s in der Vorrunde im 60-Meter-Lauf aus und anschließend siegte sie bei den GSSE in Serravalle in 11,62 s bzw. 23,78 s erneut über 100 und 200 Meter und sicherte sich mit der 4-mal-100-Meter-Staffel in 46,31 s die Silbermedaille hinter dem isländischen Team. Im August startete sie erneut dank einer Wildcard über 100 Meter bei den Weltmeisterschaften in London und schied dort mit 11,82 s in der ersten Runde aus. Im Jahr darauf startete sie bei den Commonwealth Games im australischen Gold Coast und schied dort mit 11,99 s und 24,40 s jeweils in der ersten Runde über 100 und 200 Meter aus. Im August schied sie bei den Europameisterschaften in Berlin mit 24,40 s im Vorlauf über 200 Meter aus. 2019 schied sie bei den Halleneuropameisterschaften in Glasgow mit 7,67 s in der Vorrunde über 60 Meter aus und Ende Mai klassierte sie sich bei den GSSE in Bar mit 12,00 s auf dem fünften Platz über 100 Meter und gelangte mit 24,66 s auf Rang vier über 200 Meter. Zudem belegte sie mit der 4-mal-100-Meter-Staffel in 47,92 s den vierten Platz. 2022 schied sie bei den Commonwealth Games in Birmingham mit 24,52 s im Halbfinale über 200 Meter aus und verpasste mit der Staffel mit 45,59 s den Finaleinzug. Im Jahr darauf belegte sie bei den Spielen der kleinen Staaten von Europa in Marsa in 11,86 s den fünften Platz über 100 Meter und siegte in 45,39 s im Staffelbewerb. Kurz darauf belegte sie bei der 3. Division der Team-Europameisterschaft, die im Zuge der Europaspiele in Chorzów stattfanden, in 12,15 s den fünften Platz über 100 Meter.
In den Jahren 2018 und 2019 wurde Wingfield maltesische Meisterin im 100- und 200-Meter-Lauf.

## Persönliche Bestleistungen
- 100 Meter: 11,54 s (+1,1 m/s), 13. Mai 2017 in Marsa (maltesischer Rekord)
  - 60 Meter (Halle): 7,44 s, 28. Januar 2017 in Glasgow (maltesischer Rekord)
- 200 Meter: 23,78 s (+0,3 m/s), 3. Juni 2017 in Serravalle
  - 200 Meter (Halle): 24,03 s, 4. Februar 2023 in Glasgow (maltesischer Rekord)